# Eremias multiocellata
Eremias multiocellata — вид ящірок родини ящіркових (Lacertidae). Поширений у Центральній та Південно-Східній Азії. Мешканець кам'янистих пустель та аридних гір. Один із 44 видів роду. Описано 3 підвиди. 
Інша назва «ящурка плямиста».

## Опис
Загальна довжина сягає 17 см. Хвіст у 1,5 рази довший ніж тулуб разом із головою. Підочний щиток частіше торкається, ніж відділений від краю рота. Рядок зерняток між верхньовійним і надочноямковим щитками зазвичай перерваний. Навколо середини тулуба 44—66 лусок. Луска зверху хвоста гладенька або слабкоребриста. Рядки стегнових пір у кількості 7—18 зазвичай не досягають колінного згину. У преанальній області від 6 до 14 лусок, одна чи дві з яких зазвичай помітно збільшені.
Спина тулуба має сірий або бурувато-сірий колір з дуже мінливим малюнком, який складається з темних плям і світлих вічок. У молодих особин малюнок з яскравих світлих вічок, окреслених темними плямами, що зливаються іноді у поперечному напрямку, утворює мозаїку, серед якої, особливо в області шиї та з боків тулуба, помітні поздовжні рядки. У самців «оченята» з боків тулуба блакитного або зеленуватого кольору, звичайно у темній окантовці. У самок є дрібні блакитні цяточки. Черевна сторона біла або жовтувата. У старих самців низ хвоста буває помаранчево-жовтого забарвлення.

## Спосіб життя
Населяє полинові, полиново-типчакові, солончакові, кам'янисто-щебенисті й піщано-галечникові степи та напівпустелі, сухі урвища, міжгірські долини, пустельні гірські схили на висотах 1400—4000 м над рівнем моря. Ховається у норах пискух й піщанок, біля основи кущів риє також власні нори завдовжки до 20—30 см. Активна з квітня до початку жовтня. 
Харчується комахами, павуками, насінням і плодами.
Це яйцеживородна ящірка. Статева зрілість настає на другий рік життя при довжині тіла самок близько 4,8 см. Парування відбувається у травні, невдовзі після виходу із зимівлі. Молоді ящірки у кількості 1—5, залежно від розмірів самок, народжуються 1 раз за сезон з другої половини червня до середини серпня. Розміри тулуба — 2,4—3,3 см при довжині хвоста 3,3—4 см.

## Поширення
Мешкає на Тянь-Шані і Паміро-Алаї у межах Киргизстану, у східному та південно-східному Казахстані, Узбекистані, Туві (Росія), Монголії, на півночі Китаю.

## Систематика
Один із 44 видів роду Ящурка (Eremias).
Систематика виду залишається неясною. Станом на 2024 рік визнається 3 підвиди:
- Eremias multiocellata kozlowi;
- Eremias multiocellata multiocellata;
- Eremias multiocellata tsaganbogdensis.